# Eparchia achtubińska
Eparchia achtubińska – jedna z eparchii Rosyjskiego Kościoła Prawosławnego, z siedzibą w Achtubinsku.
Eparchia została erygowana decyzją Świętego Synodu Rosyjskiego Kościoła Prawosławnego w marcu 2013 poprzez wydzielenie z eparchii astrachańskiej i jenotajewskiej. Od momentu powstania jest częścią składową metropolii astrachańskiej.

## Biskupi achtubińscy
- Antoni (Azizow), 2013–2021
- Wsiewołod (Ponicz), 2021[2]-2023[3]
- Mateusz (Samknułow), od 2023